# Paul Bronsart von Schellendorff
Paul Bronsart von Schellendorf (25 de enero de 1832 - 23 de junio de 1891) fue un general y escritor prusiano.

## Biografía
Bronsart nació en Danzig (Gdańsk), Prusia. Entró en la Guardia Prusiana en 1849, y fue seleccionado para el Estado Mayor en 1861 como capitán; después de tres años de servicio volvió al servicio regimental, pero pronto fue reelegido para el Estado Mayor, y asistió a la Academia Militar Prusiana, convirtiéndose en mayor en 1865 y teniente coronel en 1869. Durante la Guerra franco-prusiana (1870) fue jefe de una sección en el Estado Mayor General, y condujo las negociaciones preliminares para la rendición de los franceses en Sedán. Después de la guerra Bronsart fue hecho coronel y jefe del estado mayor del Cuerpo de Guardias, convirtiéndose en mayor-general en 1876 y teniente general (con el mando de una división) en 1881. Dos años más tarde se convirtió en Ministro de la Guerra, y durante su permanencia en el cargo se llevaron a cabo muchas importantes reformas en el ejército prusiano, en particular la introducción del rifle de recámara. Fue elegido en 1889 para el mando del I. Cuerpo de Ejército en Königsberg. Murió en su finca de Schettnienen cerca de Braunsberg (Braniewo), en 1891 a la edad de 59 años.

## Obras
Los escritos militares de Bronsart incluyen dos obras de gran importancia:
- Ein Rückblick auf die taktischen Rückblicke (2.ª ed., Berlín, 1870), un panfleto escrito en respuesta a la obra del capitán May Tactical Retrospect of 1866; y
- Der Dienst des Generalstabes (1.ª ed., Berlín, 1876; 3.ª ed. revisada por el General Meckel, 1893; nueva edición por el hijo del autor, mayor Bronsart von Schellendorf, Berlín, 1904), un completo tratado sobre las obligaciones del generalato. La tercera edición de este trabajo fue poco después de su publicación traducida al inglés y emitida oficialmente para el ejército británico como The Duties of the General Staff. La nueva edición de 1904 por el mayor Bronsart fue de nuevo publicada en inglés por el Estado Mayor, con el mismo título, en 1905.
- Schellendorf, Paul Leopold Eduard Heinrich Anton Bronsart. (1893). Duties of the General Staff, traducida por William Aldworth Home Hare. London: Her Majesty's Stationery Office.

## Honores
Recibió las siguientes condecoraciones:
- Prusia:
  - Caballero de la Real Orden de la Corona, 3.ª Clase con Espadas, 1866; 2.ª Clase con Estrella y Espadas en Anillo, 5 de diciembre de 1878[3]
  - Cruz del Servicio
  - Cruz de Hierro (1870), 2.ª Clase, 2 de septiembre de 1870; 1.ª Clase, 31 de diciembre de 1870
  - Cruz de Caballero de la Real Orden de Hohenzollern, con Espadas, 1871; Cruz de Comandante con Espadas, 19 de enero de 1873;[3] Cruz de Gran Comandante con Estrella, 8 de abril de 1889
  - Caballero del Águila Roja, 1.ª Clase con Hojas de Roble, 22 de marzo de 1884;[3] Gran Cruz, 3 de julio de 1888
- Anhalt: Gran Cruz de la Orden de Alberto el Oso
- Gran Ducado de Baden: Gran Cruz del León de Zähringen, 20 de septiembre de 1885
- Reino de Baviera: Gran Cruz de la Orden al Mérito Militar
- Ducado de Brunswick: Gran Cruz de la Orden de Enrique el León, con Espadas[2]
- Gran Ducado de Hesse: Comandante de la Orden de Felipe el Magnánimo, 2.ª Clase, 15 de marzo de 1868[4]
- Mecklemburgo:
  - Gran Cruz de la Corona Wéndica, con Corona Dorada
  - Cruz al Mérito Militar, 2.ª Clase (Schwerin)
- Reino de Sajonia:[5]
  - Comandante de la Orden del Mérito, 2.ª Clase con Decoración de Guerra, 1870
  - Gran Cruz de la Orden de Alberto, con Estrella Dorada, 1886
- Reino de Wurtemberg:[6]
  - Comandante de la Orden al Mérito Militar, 30 de diciembre de 1870
  - Gran Cruz de la Orden de Federico, 1876
  - Gran Cruz de la Corona de Wurtemberg, 1885
- Austria-Hungría:[7]
  - Gran Cruz de la Orden imperial de Francisco José, 1877
  - Gran Cruz de la Orden imperial de Leopoldo, 1889
- Dinastía Qing: Orden de la Estrella, 1.ª Clase
- Grecia: Gran Cruz del Redentor
- Reino de Italia: Gran Cruz de la Corona de Italia, 17 de marzo de 1883
- Imperio del Japón: Gran Cordón del Sol Naciente
- Luxemburgo: Gran Cruz de la Corona de Roble
- Imperio otomano: Orden del Medjidie, 1.ª Clase
- Imperio ruso:
  - Caballero de Santa Ana, 2.ª Clase con Espadas y en Diamantes
  - Caballero de San Vladimir, 3.ª Clase
- Principado de Serbia: Gran Cruz de la Cruz de Takovo
- Suecia-Noruega:
  - Comandante de la Espada, 1.ª Clase, 2 de junio de 1875[8]
  - Gran Cruz de San Olaf, 24 de septiembre de 1888[9]